# Perfect World (онлайн-гра)
Perfect World (кит.: 完美世界, з англ. Ідеальний світ, скор. PW або ПВ, рідше W2) — китайська багатокористувацька рольова гра (MMORPG), створена компанією Beijing Perfect World. У цей час вона запущена в різних країнах і має декілька різних версій. Гра Perfect World деякою мірою заснована на китайській міфології. Дія відбувається в міфічному світі Пангу. У грі реалізована зміни дня і ночі і система польотів у повітрі.

## Загальна інформація
Perfect World виконана в повному 3D, і належить до жанру фентезі. В арсеналах гравців — магія (п'яти елементів китайської міфології), холодна зброя (мечі, сокири, тощо), закликувані створіння, різні зілля і порошки.
Спочатку ця гра поширювалася за передплатою, але для розширення аудиторії була переведена в розряд ігор без абонентської плати («free-to-play»), після чого стався сплеск популярності. фансайт PerfectWorld.cc, який служив активним майданчиком спілкування для гравців на китайських серверах до появи англомовних Малайзійський серверів, вже в ті часи приписував грі понад 30 мільйонів зареєстрованих гравців тільки в Китаї, Малайзії, В'єтнамі та Японії, називаючи гру китайською «World of Warcraft».
Велика кількість рівнів — одна з особливостей гри. На початку розвитку персонажа вони різні в залежності від раси або класу, і одне їхнє виконання дозволяє просуватися в рівнях, без, наприклад, полювання на монстрів за рамками завдань. Для доступу до високорівневих умінь і повноцінного розвитку певні завдання виконувати потрібно обов'язково.
Додаткові можливості в грі можуть бути доступні з «Лавки рідкість» за альтернативну валюту. Ця валюта — золото (на сленгу гри «голд» від англ. gold — може перепродувати гравцями іншим гравцям на аукціоні. Продаж золота охочим здійснюється за реальні гроші, є перспективою видавця ігри та засобом отримання доходу від надання ігрового сервісу. Перепродаж на аукціоні відбувається вже за ігрову валюту. Рядова внутрішньоігрова валюта в грі називається юанем, як і реальна китайська грошова одиниця.
- Створення персонажів

На одній облікового запису одночасно може бути створено до 8 персонажів. Видаляється персонаж після семи днів з моменту натискання на кнопку «видалити» (за ці сім днів можна скасувати видалення). Максимальний рівень, який може бути досягнутий у грі на російському й українському сервері в цей час — 105. У грі присутній просунутий редактор зовнішнього вигляду персонажа, не обмежений будь-яким стандартним набором осіб.
- Крамниця рідкостей

У цій крамниці (доступний з будь-якої точки ігрового світу магазині) за золото продаються різні ігрові цінності, здебільшого доступні тільки в ній. Асортимент крамниці включає такі речі, як матеріали для створення предметів, «стильний одяг», феєрверки, їздові тварини, «іерограми», квіти, поліпшені пристосування для польоту, допоміжні засоби для посилення екіпіровки, розширювачі інвентарю та інші речі.
- Битви між гравцями

Бої між гравцями можливі на більшій частині ігрової карти. При атаці гравця нік атакуючого забарвлюється в рожевий колір, з кожним вбивством супротивника набуваючи все більш насичений червоний відтінок. Також можливий виклик іншого гравця на «дуель». У дуелі не можна загинути й не працюють іерограми. Між кланами відбуваються війни за окремі території карти світу.

## Розвиток персонажів
У грі присутні 5 рас (люди, сіди, зооморфи, амфібії, древні) та десять класів персонажа: два класи на кожну расу.
У кожного персонажа чотири базових атрибути:
- Сила: впливає на фізичну атаку та захист персонажа;
- Спритність: влучність / ухилення / шанс критичної атаки, сила атаки при атаці з лука;
- Інтелект: кількість магічної енергії та швидкість її відновлення, а також магічна атака і магічна захист;
- Витривалість: кількість життя персонажа та швидкість її відновлення, а також фізична і магічний захист.

З кожним рівнем персонажу дають 5 очок для розподілу між базовими атрибутами. Певні значення параметрів персонажа необхідні для того, щоб одягнути екіпірування. Завдяки вільному розподілу гравець може розвинути персонажа в різних напрямках.
Приклад: магу можна зосередитися на збільшенні інтелекту, але потрібно і трохи сили (для носіння магічної броні), а можна менше очок витратити на інтелект, але більше на витривалість, виграючи порівняно з т. з. «Інтовим» магом в живучості та програючи в силі атак.
Вміння вивчаються окремо від атрибутів. Для вивчення умінь потрібно певну кількість очок «духу», заробляє при виконанні квестів і просто вбивство монстрів. Через те, що кількість умінь обмежена, а добування духу — ні, то, врешті-решт, можуть бути вивчені всі вміння. Але протягом значної частини гри гравцеві доведеться вибирати одні вміння на шкоду іншим.
Так само кожному гравцю належить вибір «раю» чи «пекла». Кожна зі сторін має свої переваги — особливі вміння або просто доповнення до вже наявних умінь. Так само у кожної зі сторін є свої данжи і свої квести.

## Раси і класи

### Сіди
Єдина раса, здатна літати з самого початку гри, хоча і з витратами магічної енергії. На 30-му рівні, коли персонажам інших рас також стають доступні засоби для польотів, сиди отримують доступ до крила, що не вимагають таких витрат. Сіди починають гру в околицях міста пір'я.
Характерна риса зовнішності — невелика пара перистих крилець з боків голови. В англійському перекладі в Малайзійський версії раса називалася крилатими ельфами англ. winged elves.
*Жрець
Жрець (вони ж хіллери або прісти) — магічний клас сідів. Жрець володіє магією металу, з допомогою якої можуть атакувати супротивника, але також найбільш якісно справляються із завданнями підтримки: здатні лікувати інших персонажів Баффи і можуть воскрешати.
*Лучники
Стрілець — фізичний клас сідів і єдиний в грі клас, вміння якого пов'язані зі стрільбою з лука, арбалета і пращі (рогатки). Роль у грі — нанесення фізичної шкоди з відстані. У переважній більшості поширених билдів робиться наголос на спритність і тому часто трапляються критичні удари.

### Люди
Люди в грі літають, встаючи на великі мечі, використовуючи їх, як дошку для серфінга. У цієї раси немає зовнішніх відмінних рис. Люди починають свій шлях розвитку в місті мечів.
*Маг
Маг — магічний клас раси людей. Маги зазвичай погано переносять фізичні атаки, але завдають серйозні дистанційний магічні ушкодження. Мають в арсеналі магію вогню, льоду та землі.
*Воїни.
Воїн — фізичний клас раси людей. Воїни порівняно живучі й можуть бути непоганими танками в PvE, але краще справляються з нанесенням шкоди в ближньому бою.

### Зооморфи
Зооморфи — більш екзотична і колоритна раса в порівнянні з іншими. Зооморфи є однією з найдавніших рас у світі Perfect World. Зооморфи літають на тваринах (скатах схилах, птахах) і починають гру біля міста перевертнів. Характерні особливості зовнішнього вигляду у класах зооморфів, різні.
*Друїд
Друїд — магічний клас зооморфів, представники якого можуть бути тільки жіночої статі. Є єдиним саммон-класом у грі. У великій мірі Друїди покладаються на доступних тільки їм приручених тварин (петів, від англ. Pet — домашня тварина). Петів можна використовувати для нанесення шкоди, для атаки, для виманювання окремих мобів з їхніх скупчень. Ці приручені тварини потребують власного прокачування і догляду. Приручити можна більшість із звичайних монстрів, що живуть у грі. Також Друїди можуть перетворюватися на лисиць. Білд Друїди спираються на магічні атаки, або на фізичні — в образі лисиці.
У зовнішності друїдів є додаткові пари вушок на голові, і в більшості випадків, хвостик. Ці декоративні елементи зовнішності можуть бути котячі, кролячі та ін., але в будь-якому випадку перетворюватися Друїд зможе тільки в лисицю.
*Перевертні
перевертні — фізичний клас зооморфів. Клас з виключно гарним потенціалом до бою. Перевертні бувають тільки чоловічої статі. Вони можуть перетворюватися в білих тигрів, отримуючи у формі тигра сильний бонус до броні і життя, але втрачаючи силу в удару. Зброєю оборотням служать сокири, молоти і всі їхні різновиди.
Персонажів класу перевертні зовні помітно відрізняють звірина шкура і голова вовка, лева, тигра або панди. З перетворенням, всі перевертні виглядають однаковими білими тиграми.

### Амфібії
Амфібій — четверта раса, яка стала доступною на російських серверах наприкінці 2010 року. Включає в себе два нові класи: Вбивці і Шамани. Головне місто: місто Цунамі, розташове південніше Порту Мрії.
*Вбивця
Вбивця — частіше ассассин, клас, який є доволі сильним у боях 1 на 1, але тяжко переносить масові ГвГ. Зброя: кинджали, мають невелику кількість ХП, але можуть швидко, як вбивати противника, так і втікати від нього. Володіють інвізом — спеціальна можливість, яка робить їх невидимими для інших персонажів і мобів.
*Шаман
Шаман — ще один клас, який полягається на магічну силу. Має малу кількість ХП, але доволі сильні вміння. Має лікувальні властивості, але трохи слабіші ніж у Жреців.

## Ігрові особливості

### Система виготовлення предметів
На п'ятому рівні персонажі отримують можливість вивчити та розвивати здібності з виробництва предметів: коваля (виготовлення зброї), кравця (виготовлення одягу та збруї), аптекаря (виготовлення зілля і пігулок), ремісника (біжутерія і стріли).
Кожен предмет екіпіровки, виготовлений гравцем, унікальний і підписується його ім'ям. Стріли, зілля та інші потрібні предмети, здатні зменшуватись по кілька штук в комірці Інвентар персонажа є винятком і не підписуються. Гравець при бажанні може розвивати всі чотири професії. Для розвитку необхідно виготовити достатню кількість предметів (від 10 до 15 штук в залежності від рівня здатності), за складністю відповідних поточним рівнем. На деяких рівнях для просування додатково слід виконати квести.
Типовий рецепт, тобто необхідні матеріали для виготовлення звичайного сорту предметів екіпіровки, включає будь-які комбінації:
- Матеріалів, що дісталися в полюванні на різних монстрів (наприклад, шкіра, клей, масло)
- «Самородних» матеріалів, що збираються в ігровому світі із землі (метал, вугілля, каміння, деревина різної якості)
- Продуктів проміжної переробки матеріалів з двох попередніх пунктів
- Що продаються у звичайного торговця або видобувається з монстрів нефриту.

На додаток до звичайних шляхах видобутку матеріали з перших двох пунктів продаються в будь-яких кількостях за золото в «лавці рідкість».
Для створення унікальних «золотих» предметів додатково потрібні так звані форми цих предметів. Форми дістаються при вбивстві босів в данжах або заробляються в спеціальних квестах.
Зілля та інші предмети по лінії аптекарської справи виходять з різноманітних трав, які ростуть по всьому світу.

### Їздові тварини та засоби польоту
Після 30-го рівня у персонажів всіх рас з'являється можливість виконати завдання на отримання коштів польоту. Більш просунуті версії (відрізняються зовнішнім виглядом, підвищеними швидкостями польоту і, іноді, вимогами до рівня персонажа) купують у «лавці рідкість» за золото або роблять в котлі, який знаходиться в місті витоків. Засоби польоту для кожної з рас різні, у сидів крила, у зооморфів тварини, а у людей літаючі мечі.
Після 40-го рівня гравець отримує можливість придбати собі першу їздову тварину за знаки дракона, що даються після виконання специфічних завдань із серії квестів на пошуки драконів або за золото — з асортименту «Лавки рідкість». За ігрові монети може бути придбаний кінь, що має нижчу швидкість переміщення. Їздових тварини отримують рівні, поки на них їздять. З кожним рівнем збільшується їхня швидкість.
Їздові тварини не літають. Їм потрібно харчування таким же чином, як і приручені тварини друїдів.

### Стильний одяг
Гравець може за бажанням перемикати відображення зовнішності свого персонажа між «бойовим» і «стильним». У бойовому варіанті персонаж виглядає одягненим в звичайне екіпірування: її вигляд змінюється разом зі зміною екіпіровки.
У стильному варіанті відображається «стильний одяг», який практично весь продається в «лавці рідкостей» (або перепродається після покупки там іншими гравцями). Кожен наряд за задумом розробників складається з кількох елементів, що купуються окремо, але гравці вільні комбінувати одяг з різних наборів або, наприклад, носить не вбрання повністю, а тільки окремі предмети. Під елементи «стильної одягу» відводяться спеціальні комірки на ляльки персонажа, ці елементи не впливають на що-небудь крім зовнішності у відповідному режимі відображення.
«Стильний одяг» можна фарбувати в будь-який колір з доступних в грі. Це здійснюється у спеціальних NPC з допомогою фарб, які теж купуються тільки в «лавці рідкостей».

### Спілкування в грі
У грі представлений спектр анімаційних емоцій, коротких виразних анімацій персонажа, викликаних за бажанням гравця. За обопільної згоди персонажі чоловічої статі можуть брати персонажів жіночої статі на руки (при цьому йде накопичення одиниць люті необхідної для деяких умінь). У випадку перевертня у формі тигра — дівчата можуть сідати на нього верхи. У такому положенні за переміщення пари відповідає персонаж чоловічої статі; є можливість висловлювати приязнь поцілунком (або ласкою у випадку тигра).
Для текстового спілкування реалізований багатоканальний чат. Загальносвітовий канал чату, який за замовчуванням «чути» всім граючим, може використовуватися тільки персонажами не нижче 5-го рівня, причому кожна репліка в цей канал вимагає витрат, які продаються в «лавці рідкостей» предметів: рупорів.

### Весільна система
У Perfect World існує весільна система. Для того, щоб зіграти весілля в Perfect World, знадобляться предмети з «Лавки рідкостей», і виконання майбутніми молодятами командного квесту, взятого у NPC Сваха.

### Їзда
Гравці, починаючи з 40 рівня, можуть брати участь у щоденних скачках, які проводяться 2 рази на добу (о 12:30 та 21:30) в спеціальній локації. Задача на евенте пробігти три кола. Перші п'ять гравців отримують головні призи — квиток на щомісячні скачки. Кожен гравець на фініші отримає невеликий заохочувальний приз.

### Тайник вулика
Після досягнення 40-го рівня гравець може раз на добу брати участь в одиночному евенте «тайник вулика». Тайник (куб) із себе представляє 50 кімнат, у кожній з яких гравцю належить виконати короткотривале завдання. Пересування кімнатами здійснюється за допомогою гральних кісток, які кидаються після виконання завдання в поточній кімнаті. Мета евента відповідно — дійти до 50-ї кімнати. У нагороду гравець отримує очки досвіду, в залежності від рівня персонажа. Після проходу 50-ї кімнати гравцям пропонується участь в складнішій частині — «Лотереї куба», що складається з 10 кімнат з складнішим квестом.

## Територіальні війни
У грі можна створити свій клан чи вступити у вже існуючий і разом зі своїми друзями взяти участь у територіальних війнах. Вся карта ідеального Світу розділена на зони, які може контролювати той чи інший клан. Найсильніший клан теоретично може захопити і весь Ідеальний світ, окрім однієї території, так як клан не може мати дві території 1-го рівня. У боях беруть участь по 80 гравців з кожної сторони.
Всього в грі 44 території. З них дві 1-го рівня, чотири 2-го та тридцять вісім територій 3-го рівня. Різниця в них полягає в кількості «данини» виплачуваної клану з території, а так само силі монстрів, яких доведеться вбити при захопленні, якщо територія ще не захоплена іншим кланом.

## Lost Empire
Аддон запущений на офіційних міжнародних серверах.
З основних змін:
- Перехід на нову версію клієнта з зміненим протоколом (клієнти старих версій не підходять для гри)
- Повністю робочі інстанси морозні Зали та Місяць
- Виправлені помилки в тайнику вулика
- Додані нові предмети / квести і збільшені можливості створення речей
- Змінена структура особистого банку персонажа
- Нові уміння для кожного класу на високих рівнях (79 і 100)
- Новий тип квестів «Chain quests»

## Системні вимоги
Мінімальні:
- ОС: Windows 98/ME/NT/2000/XP, DirectX 8.1
- Процесор: Intel Celeron 800Mhz (Pentium 3 800 mhz) або кращий
- RAM: 256 МБ або більше
- Відео-карта: 32 MB 3D Accelerated Graphic Card
- Звукова карта: сумісна з DirectX 16-бітна звукова PCI карта

Рекомендовані:
- ОС: Windows 2000/XP, SP2, DirectX 9.0
- Процесор: Pentium 4 / Athlon 1,8 ГГц або кращий
- RAM: 512 МБ або більше
- Відео-карта: ATI 9200/Nvidia FX5200 або краща
- Звукова система Dolby Surround